# Кирсанов, Анатолий Александрович
Анатолий Александрович Кирсанов (9 ноября 1923 года, Казань, СССР — 20 июля 2010 года, Казань, Республика Татарстан, Россия) — советский и российский учёный-педагог, академик РАО (2001).

## Биография
Родился 9 ноября 1923 года в Казани.
С 1941 по 1949 годы — служил в Советской Армии, участвовал в Великой Отечественной войне, авиамеханик по спецэлектрооборудованию в эскадрильи.
С 1949 по 1953 годы — мастер на казанском заводе «Электроприбор».
В 1953 году — заочно окончил Казанский государственный педагогический институт, специальность — учитель истории.
С 1956 по 1964 годы — директор казанской школы № 1.
В 1965 году — защитил кандидатскую диссертацию по теме: «Предупреждение перегрузки учащихся учебной работой дома».
С 1964 по 1967 годы — заместитель министра просвещения Татарстана, с 1967 по 1981 годы — проректор по учебной работе Казанского государственного педагогического института, с 1981 по 1994 годы — заместитель директора НИИ профтехпедагогики (институт среднего и специального образования РАО).
В 1983 году — защитил докторскую диссертацию, тема: «Индивидуализация учебной деятельности учащихся».
В 1985 году — был избран членом-корреспондентом Академии педагогических наук СССР.
С 1995 по 2006 годы — директор Центра подготовки и повышения квалификации преподавателей вузов Поволжья и Урала при Казанском государственном технологическом университете, являлся профессором кафедры педагогики и методики высшего профессионального образования.
В 2001 году — был избран академиком Российской академии образования.
Анатолий Александрович Кирсанов умер 20 июля 2010 года.

## Научная деятельность
Область научных интересов: индивидуализация и дифференциация обучения, проектирование содержания профессионального образования, методологические и методические основы профессиональной педагогической подготовки преподавателя высшей технической школы. Область учебной деятельности: лекционные, и практические занятия по курсам: «Педагогическая и возрастная психология», «Введение в специальность», «Основы общей психологии».
Автор более 300 научных работ, в том числе 15 монографий, 23 учебных пособия.
Под его руководством защищено 23 докторских и 53 кандидатских диссертаций.
Избранные публикации
- Кирсанов А. А. Методика подготовки и проведения лекционных занятий в вузе. Учебное пособие. КГТУ, 1996.
- Кирсанов А. А. Профессионально-педагогическая компетентность преподавателя технического вуза. Учебное пособие. КГТУ, 1996.
- Кирсанов А. А. Автоматизированная дидактическая игра как средство интенсификации профессиональной подготовки специалиста. Учебное пособие. КГТУ, 1996.
- Кирсанов А. А., Гурье Л. И., Курамшин И. Я., Иванов В. Г., Рогов М. Г. Методологические и методические основы профессионально-педагогической подготовки преподавателя высшей технической школы. Коллективная монография. Казань, КГТУ, 1997.
- Кирсанов А. А. Учебно-программное обеспечение профессионально-педагогической подготовки преподавателя технического вуза. Учебное пособие. Казань, КГТУ, 1997.
- Кирсанов А. А., Кочнев А. М. Интегративные основы широкопрофельной подготовки специалистов в техническом вузе. Монография. Нижний Новгород, 1999.

## Награды[1]
- Орден Красной Звезды (1944)
- Орден Отечественной войны I степени (1985)
- Медаль «За боевые заслуги» (1943)
- Медаль «За оборону Кавказа» (1944)
- Медаль «За взятие Берлина» (1945)
- Медаль «За освобождение Варшавы» (1945)
- Медаль «За победу над Германией в Великой Отечественной войне 1941—1945 гг.» (1945)
- Орден «Знак Почёта»
- Заслуженный деятель науки Российской Федерации (1999)[2]
- Заслуженный учитель школы ТАССР (1980)
- Премия Правительства Российской Федерации в области образования 2013 года (12 ноября 2013, посмертно) — за научно-практическую разработку "Система иновационного инженерного образования: методология и технологии реализации"
- Премия Президиума Академии педагогических наук СССР (1983)